# Friedrich Gillen
Friedrich „Menne“ Gillen (* 1947 oder 1948) ist ein ehemaliger deutscher Eishockeyspieler, der unter anderem für den EC Deilinghofen in der zweithöchsten deutschen Spielklasse aktiv war.

## Karriere
Friedrich Gillen spielte ab Anfang der 1960er Jahre für Nachwuchsmannschaften des EC Deilinghofen (ECD). Ab der Saison 1968/69 wurde er in der ersten Mannschaft des ECD in der damals zweitklassigen Oberliga eingesetzt. In seiner ersten Spielzeit wurde er mit der Mannschaft Westdeutscher Meister. Vier Jahre lang trug der Stürmer das Trikot des ECD, absolvierte insgesamt 109 Spiele für seinen Heimatverein und erzielte 15 Tore. Anschließend wechselte er zum Drittligisten ESC Soest, bei dem er zwei Spielzeiten verbrachte. Auf Amateurebene spielte er anschließend noch für die Eissportfreunde Griesenbrauck-Sümmern, Anfang der 1980er Jahre zwei Jahre lang für den SC Solingen und anschließend noch für eine Saison in Winterberg.
Gillen lebt in Deilinghofen.

## Erfolge
- 1969 Westdeutscher Meister mit dem EC Deilinghofen